# Новокиївка (Миколаївський район)
Новоки́ївка — село в Україні, у Шевченківській сільській громаді Миколаївського району Миколаївської області. Населення становить 602 особи.

## Історія
Село засноване 1926 року. Колишній орган місцевого самоврядування — Новокиївська сільська рада. 17 липня 2020 року, в результаті адміністративно-територіальної реформи та ліквідації Снігурівського району, село увійшло до складу Миколаївський район.

## Населення

### Мова
Розподіл населення за рідною мовою за даними перепису 2001 року:
| Мова       | Кількість | Відсоток |
| ---------- | --------- | -------- |
| українська | 543       | 90.20%   |
| російська  | 36        | 5.98%    |
| румунська  | 12        | 1.99%    |
| вірменська | 9         | 1.50%    |
| білоруська | 2         | 0.33%    |
| Усього     | 602       | 100%     |

## Постаті
Беленець Андрій Анатолійович — зазнав смертельного поранення в шию 25 липня 2014 року під Пісками, однак ще зміг кинути в терористів гранату. Тоді ж загинув від вибуху гранати Статій Володимир Михайлович — не бажаючи опинитись в полоні, підірвався разом з чотирма терористами, які його оточили.